# Przykorwin
Przykorwin (ros. Пржикорвин) – polski herb szlachecki nadany w Królestwie Polskim.

## Opis herbu
Opis z wykorzystaniem klasycznych zasad blazonowania:
Na tarczy obramowanej złotem ściętej, w polu górnym błękitnym – na sękatym pniu leżącym – kruk z pierścieniem w dziobie, w dolnym czerwonym – głowa zwierzęca ze strzałą żeleźcem do góry prawo-ukośnie w pysku. Klejnot: nad hełmem w koronie trzy pióra strusie, błękitne. Labry: błękitne, podbite srebrem.

## Najwcześniejsze wzmianki
Nadany wraz z dziedzicznym szlachectwem Janowi Joachimowskiemu, synowi Jakuba, po roku 1836.

## Herbowni
Ponieważ herb pochodził z nobilitacji osobistej, prawo do niego ma tylko jedna rodzina herbownych:
Joachimowski